# 102 aC
El 102 aC, denominat així des de l'adopció del calendari gregorià i no al seu temps, és un any comú, és a dir, de 365 dies. Durant la República i l'Imperi Romà es coneixia com l'Any del Consolat de Catul i Mari o també any 652 Ab urbe condita o de la fundació de la ciutat.

## Esdeveniments

### Bitínia
- Nicomedes III Evèrgetes, rei de Bitínia, s'unineix amb Mitridates VI Eupàtor del Pont per conquerir Paflagònia, tron que havia quedat vacant per la mort del rei Pilèmenes de Paflagònia, però el Senat romà ordena als dos reis (que s'havien repartit el país) d'evacuar-lo.[2]

### Antiga Roma
- Quint Lutaci Catul i Gai Mari són elegits cònsols.[3]
- Mari és enviat a la Gàl·lia per aturar la invasió dels teutons. Catul té l'encàrrec d'aturar els cimbres que han penetrat a Itàlia, però el seu exèrcit, davant de l'atac dels invasors, es retira esparverat. La vall del riu Po queda exposada als saquejos dels bàrbars. Càtul, per evitar el deshonor, controla la fugida dels seus homes i torna a les seves posicions, però deixant a l'enemic tota la Transpadana.[3]
- Quint Cecili Metel Numídic, censor amb el seu cosí Gai Cecili Metel Caprari intenta expulsar del senat a Luci Appuleu Saturní i Gai Servili Glàucia, dos enemics de l'aristocràcia, però no ho aconsegueix.[4]

### Gàl·lia
- Gai Mari derrota l'exèrcit teutó al que havien reforçat els ambrons, en la batalla d'Aigües Sèxties. Amb uns quaranta mil legionaris venç un nombre de germànics que s'estima superior a cent deu mil.[5]
- El poeta Aulus Licini Àrquies escriu una obra dedicada a Gai Mari sobre la guerra contra els cimbres.[6]

### Sicília
- Els esclaus fugitius revoltats a la Segona Guerra Servil intenten arribar al Palicorum Lacus, un llac volcànic a Sicília, i el seu cap Salvi Trifó fa esplèndides ofrenes al santuari de Palici.[7]

## Naixements
- Quint Tul·li Ciceró, general romà, germà de Ciceró.[8]

## Necrològiques
- Gai Lucili, poeta satíric romà (data discutida).[9]